# Белов, Геннадий Григорьевич
Генна́дий Григо́рьевич Белов (4 мая 1939 года Ленинград) — советский и российский композитор, педагог, выпускник Петербургской консерватории, ученик В. Салманова и Д. Шостаковича. Профессор Санкт-Петербургской консерватории, автор опер, оркестровых, кантатно-ораториальных и хоровых произведений, множества камерных сочинений. Лауреат международных композиторских конкурсов, заслуженный деятель искусств России (1995). Кавалер Ордена Дружбы (2012)

## Биография
Родился 4 мая 1939 года в Ленинграде. Окончил в 1961 году Ленинградскую консерваторию по классу композиции В. Н. Салманова, в 1964 — аспирантуру (рук. Д. Д. Шостакович).
С 1966 года преподаватель по классу полифонии Ленинградской консерватории. Профессор. .

## Сочинения[2]
- оперы — Девяносто третий год (1972; премьера: Ленинград, 1973), Ленинградская новелла (1974; премьера: Ленинград, 1977); Случайный пришелец (1974); Монна Ванна (2008/2009);
- оратория — Ленинградская поэма (для солиста, смеш. хора, чтеца и орк., сл. О. Берггольц, 1964); Красный звон(1986; премьера: Ленинград, 1989);
- кантата — Так велел Ильич (для двух смеш. хоров и орк., сл. В. Маяковского, 1966);
- для оркестра — Романтическая легенда (1961), Увертюра-каприччио (1963), Sonata stretta (1970);
- для струнного оркестра, органа и ударных — концерт (1962);
- для домры с оркестром народных инструментов — 2 концертные пьесы: Adagio u Presto (1966);
- для фортепиано — Деревенский альбом (1962), 12 пьес для детей (1971); 4 сонатины (2018); Легкая сонатина
- для фортепиано в 4 руки:- сборник из 8-ми пьес "Играем в 4 руки" (1975); "Новые парафразы" (1994); Сюита "Жемчужины японских островов" (1992) ; "Жанна, отважная и святая" (2000); "Три Рок-Зонга"; "Слон и Моська" по басне И.А.Крылова (2008); "Репка" (1988) - сказка для двух пианистов и детских инструментов; "Играем Диснея" (1998);.«Брат и сестра» (2010 ); «Токкатина (пропорциональная музыка)» ( 2006 ).
- для фортепиано в 6 рук  - Сюита 6х3 (1990); Фантазия- триптих на тему BACH (2000); "ЧиоЧио-Сан"- поэма-фантазия на темы Дж.Пучинни (1998).
- для двух фортепиано - Концерт (без оркестра) - 1984; "Марсельеза" (1989); "Новилюдия и Харафуга"  (1988); Lambada briosa (1994)
- для двух фортепиано в 8 рук - "Сакура"(поэма; 1992).
- для двух фортепиано с оркестром - Концерт (2012).
- для двух фортепиано - транскрипции сочинения М.Мусоргского (Три фрагмента из оперы "Хованщина") и Д.Шостаковича ("Праздничная увертюра")
- для скрипки и фортепиано — соната (1971);
- для влч. с ф-п. — Рапсодия (1969);
- для ударных — Античный сюжет (1971);
- для хора и 4 валторн — 3 баллады (сл. С. Есенина, А. Твардовского и Н. Тряпкина, 1969);
- для хора без сопр. — Хоровая сюита (сл. А. Твардовского, 1961), сюита Сельские ночи (сл. Н. Тряпкина, 1971);
- для голоса с орк. нар. инстр. — баллада Перевозчик-водогребщик (сл. А. Твардовского, 1967);
- для голоса, влч. и ф-п. — 3 вокализа (1961);
- для голоса с фортепиано — циклы: Аварские мотивы (сл. Р. Гамзатова, 1963), Страницы дневника (сл. О. Берггольц, 1967); "Как свеча, как цветок..."  шесть песен на стихи А. Блока для сопрано и фортепиано ; "Братья наши меньшие" - вокальная сюита для тенора и фортепиано; «Пернатые гости», вок. цикл для сопр. и ф-но (детский) на стихи П. Барто (1988).